# Гаспери (Тренто)
Гаспери је насеље у Италији у округу Тренто, региону Трентино-Јужни Тирол.
Према процени из 2011. у насељу је живело 42 становника. Насеље се налази на надморској висини од 895 м.